# 부챗말
부챗말(학명: Padina arborescens)은 대한민국의 남해안 바닷가에서 볼 수 있는 바닷말로 저조선 부근의 조용한 바닷속 또는 조수 웅덩이에서 자란다. 식물체는 편평한 부채꼴을 하며, 가장자리가 안으로 말려 있어 약간 굵어 보인다. 어린 개체는 부채를 편 것처럼 단조롭지만, 노성하면 보통 방사상으로 찢어져서 여러 조각을 이룬다. 몸의 기부에는 갈색의 털이 밀생하며 전체적으로 암갈색 또는 갈색을 띤다.